# Бритай (река)
Брита́й (укр. Бритай) — река на Украине, протекает в пределах Близнюковского, Лозовского и (частично) Барвенковского районов Харьковской области. Правый приток Береки (бассейн Северского Донца).

## Описание
Длина 84 км, площадь водосборного бассейна 1180 км². Уклон реки 0,9 м/км. Речная долина трапециевидная, шириной 1,5—2 (максимум 3 км). Пойма широкая, есть старицы и протоки; шириной преимущественно 1,2 м. Русло умеренно извилистое, неразветвлённое, шириной от 10 до 60 м, глубиной около 2 м. На отдельных участках зимой промерзает. Сооружено Бритайское водохранилище и другие небольшие водохранилища, есть пруды. Используется для орошения, хозяйственных нужд, прудового рыбоводства.

## Расположение
Берёт начало у села Новонадеждино Близнюковского района. Течёт сперва на запад, затем поворачивает на север и северо-восток. В нижнем течении русло реки спрямлено каналом Днепр — Донбасс (от устья реки Пепельна у села Надеждовка). По каналу воды реки текут на восток. Река Бритай впадает в Береку к северо-востоку от села Старая Семеновка.
Крупнейшие притоки: Лозовая, Попельная (левые); Самарка (правая).

## История
Название реки Бритай может свидетельствовать о том, что в древности на этой территории проживали кельтские племена бриттов. Позднее вдоль этой реки проходило одно из ответвлений Залозного пути